# Gabetula
Le Gabetula est une lutte traditionnelle angolaise dans laquelle on utilise les poings.